# 美國政府作品版權
依據美國版權法規定，美國政府作品是指政府官員或雇員職務上所創作的作品。此處所定義的政府作品僅及於美國聯邦政府，不包括各州及地方政府。依據1976年美國版權法第105節，美國政府作品不受版權法保護，屬於公有領域（Public Domain）。

## 歷史
第一部有關政府出版物版權的聯邦法規是1895年美國頒佈的《印刷法》。該法第52條規定，「政府出版物」的副本不受版權保護。